# Erana James
Pour les articles homonymes, voir James.
Erana James, née le 17 février 1999  à Whangārei (Northland), est une actrice néo-zélandaise. Elle est notamment connue pour le rôle de Toni dans la série télévisée The Wilds (2020–2022).

## Biographie
Née dans la région de Northland, elle grandit dans une ferme familiale à Whangārei avant de déménager à Wellington à l’âge de dix ans,.
Elle est d’origine maori et affiliée aux iwi Ngāti Whātua Ōrākei (en) et Waikato Tainui.

## Filmographie

### Cinéma
- 2017 : The Changeover (en) de Miranda Harcourt (en) et Stuart McKenzie : Laura Chant
- 2023 : Uproar (en) de Paul Middleditch et Hamish Bennett (en) : Samantha
- 2024 : We Were Dangerous (en) de Josephine Stewart-Te Whiu : Nellie

### Télévision
- 2016 : Sons of Liars : Bria/Bri
- 2017 : Lucy Lewis Can't Lose (en) : J'ess (25 épisodes)
- 2019 : My Life Is Murder : Juliana Loyd
- 2019 : Golden Boy (en) : Kahu
- 2019 : Playing for Keeps (en) : Samira (2 épisodes)
- 2020–2022 : The Wilds : Toni Shalifoe (18 épisodes)
- 2023 : Bad Behaviour (en) : Ronnie (4 épisodes)
- 2025 : Alien: Earth : Curly (8 épisodes)